# Lagoecia cuminoides
Lagoecia cuminoides — вид квіткових рослин родини окружкових (Apiaceae).

## Біоморфологічна характеристика
Це однорічна рослина. Стебло смугасте, суцільне, 6–40(55) см. Нижні листки від вузько-видовжених до вузькоеліптичних, 3–18 × 0.5–3 см, з 18 парами листочків, листочки яйцеподібні, зубчасті або глибоко надрізані. Парасольки кулясті, ≈ 9–18 мм у діаметрі; промені численні. Чашолистки зрощені біля основи, стійкі в плодах, 2–4 мм. Плоди 1.5 мм. 2n = 16.

## Поширення
Лівія, південь Європи (Португалія, Іспанія, Італія, Македонія, Албанія, Болгарія, Греція), захід Азії (Туреччина [у т. ч. європейська], Ірак, Іран, Кіпр, Ліван, Сирія, Ізраїль, Йорданія).
В Україні вид зростає у Криму (околиці м. Севастополя).